# Лебедь, Нина Клементьевна
Нина Клементьевна Лебедь (29 апреля 1922, Георгиевск, Терская губерния — 19 октября 2014, Жуковский, Московская область) — советский и российский учёный в области аэродинамики, доктор технических наук, лауреат Ленинской премии и премии им. Н. Е. Жуковского.

## Биография
Родилась в семье служащих. Рано, в 1940 году, потеряла отца.
Окончив школу с золотой медалью, в 1940 году без экзаменов была принята в МГУ.
В 1945 году окончила механико-математический факультет МГУ.
В том же году поступила на работу в ЦАГИ, в котором отработала более 65 лет в отделении НИО-2.
С начала работы активно включилась в решение проблем создания высокоскоростной авиационной техники, в частности сверхзвуковой истребительной авиации, занималась расчётными, экспериментальными и физическими исследованиями перспективных компоновок самолетов-истребителей. Проявила себя высоко теоретически подготовленные специалистом, прекрасно знала эксперимент и умело вела научное руководство коллективом, в котором решались сложные проблемы разработки самолетов-истребителей и выдавались рекомендации для внедрения в жизнь передовых образцов авиационной техники. Внесла весомый вклад в дело создания всемирно известных самолетов ОКБ им. А. И. Микояна. С её непосредственным участием было разработано и прошло боевую проверку не одно поколение самолетов-истребителей: МиГ-15, МиГ-19, МиГ-21, МиГ-23, МиГ-25, МиГ-31, на которых было установлено множество мировых авиационных рекордов. Н. К. Лебедь активно сотрудничала с ведущими ОКБ авиационной промышленности: ОКБ А. Н. Туполева, ОКБ А. С. Яковлева,
ОКБ П. О. Сухого. Её работа способствовала оперативному решению трудных компоновочных проблем разрабатываемых самолетов.
Автор и соавторах ряда патентов.
За большой вклад в дело развития боевой авиационной техники Н. К. Лебедь была награждена высокими государственными наградами — орденами «Октябрьской Революции», «Трудового Красного Знамени», «Дружбы народов».
Коллегами характеризовалась разносторонним человеком с большим кругом интересов, доброй и заботливой дочерью, матерью и бабушкой.

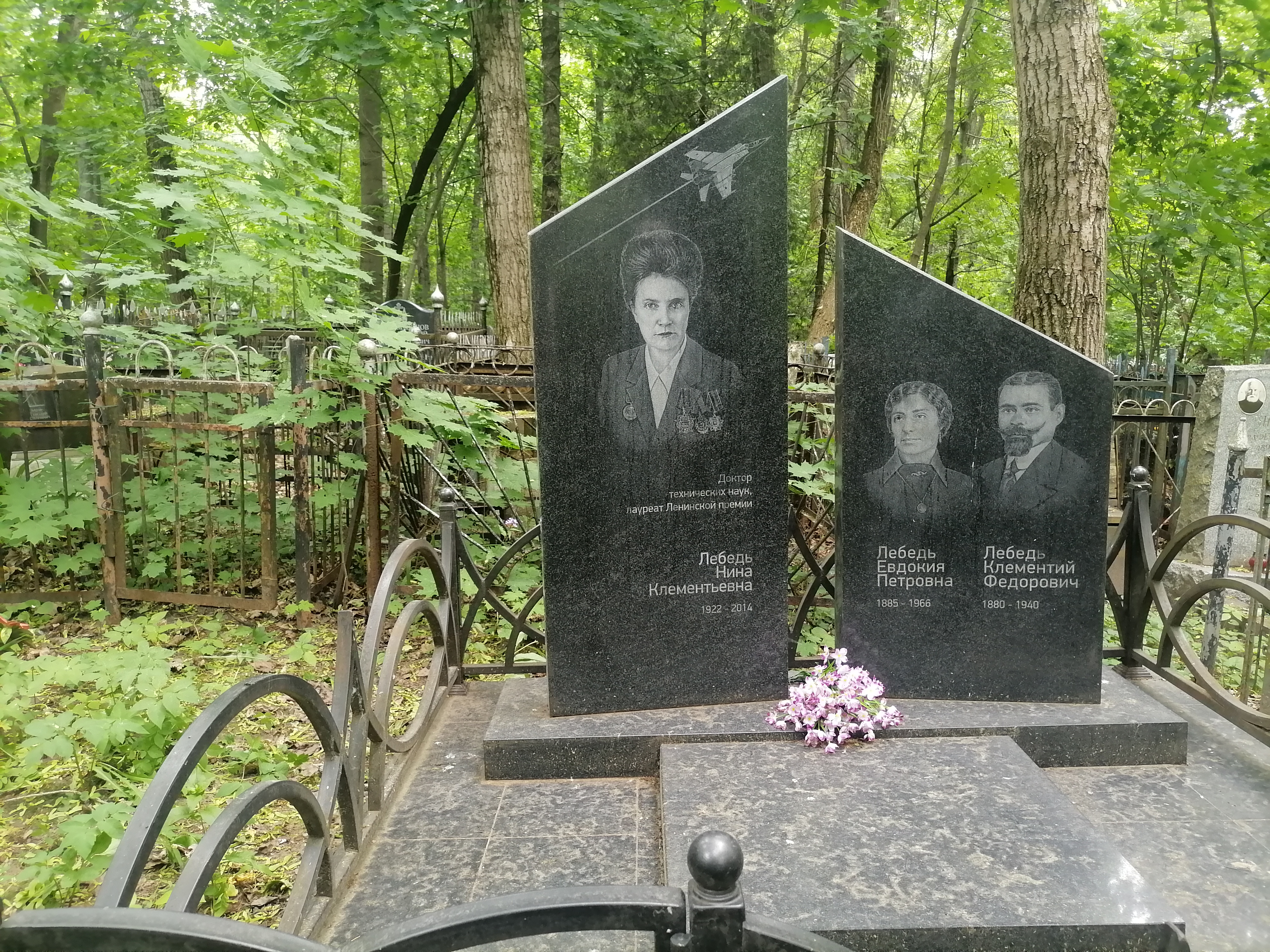
Семейное захоронение семьи Лебедь

Похоронена на Быковском мемориальном кладбище рядом с родителями (5 уч.).